# Herzogtum Athen

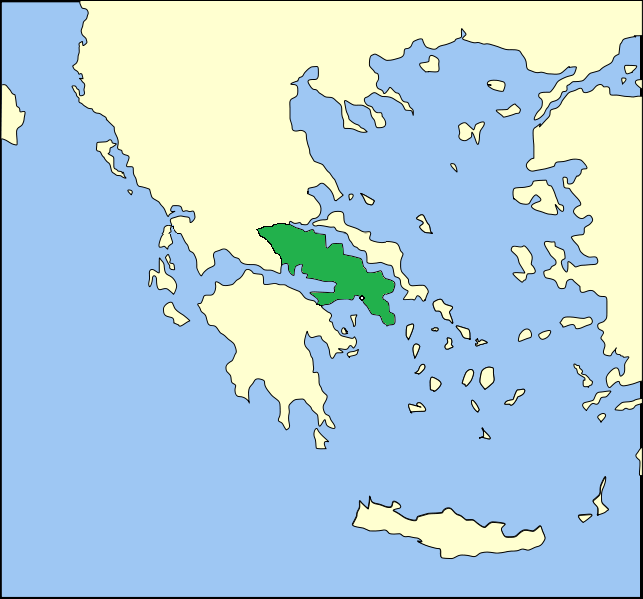
Herzogtum Athen

Das Herzogtum Athen war einer der Kreuzfahrerstaaten in Griechenland, die nach der Eroberung Konstantinopels während des Vierten Kreuzzugs gegründet wurden. In seinem Umfang entsprach das Herzogtum weitestgehend den heutigen Regionen Attika und Böotien, später reichte es bis nach Thessalien hinein.

## Geschichte
Der erste Herr von Theben und Athen war Otto de la Roche, ein burgundischer Ritter und Teilnehmer des Vierten Kreuzzugs. Er erhielt diese Städte ab Ende 1204 als Lehen des Königreichs Thessaloniki. Als dieses aber 1224 von Theodoros I. Angelos, dem Despoten von Epirus, erobert wurde, erhob der Fürst von Achaia einen Oberherrschaftsanspruch auf Athen. Durch ein Schiedsurteil König Ludwigs IX. von Frankreich wurde die Herrschaft von Theben und Athen 1260 zu einem Herzogtum erhoben.
Das Herzogtum bestand aus der Halbinsel Attika, erstreckte sich bis gegen Makedonien hin und hatte eine nicht festgelegte Grenze mit Thessaloniki und Epirus. Die vorgelagerten Inseln der Ägäis waren venezianisches Gebiet. Die Gebäude der Akropolis in Athen (Propyläen) und der Kadmeia in Theben dienten den Herzögen als Palast.
Die Familie de la Roche hatte den Herzogstitel bis 1308 inne, ihnen folgte Walter V. von Brienne, der die Katalanische Kompanie, eine Söldnertruppe unter Roger de Flor, unter Vertrag nahm, um gegen die byzantinischen Nachfolgestaaten Epirus und Nicäa zu kämpfen. Als Walter 1311 versuchte, sich von der Kompanie zu lösen, besiegten ihn die Katalanen in der Schlacht am Kephissos und übernahmen die Herrschaft in Athen. Sie machten Katalanisch zur offiziellen Landessprache und ersetzten die aus Frankreich und Achaia übernommenen Gesetze durch katalanische. Das Herzogtum wurde zu einer Sekundogenitur des aragonesischen Königshauses von Sizilien. Der Sohn Walters behielt lediglich Argos und Nauplia unter seiner Kontrolle, wo er weiterhin als Herzog tituliert wurde.
1318/1319 eroberten die Katalanen Siderokastron und den Süden Thessaliens und schufen das Herzogtum Neopatria, das mit Athen vereint wurde. Teile Thessaliens gingen 1337 an die Serben verloren. Nach dem Tod König Friedrichs III. von Sizilien 1377 wurden Athen und Neopatria von seiner Tochter Maria regiert. 1379 eroberte die Navarresische Kompanie im Dienst des Lateinischen Prätendenten Jacques des Baux Theben und Teile Neopatrias, während Peter IV. von Aragón den Rest Neopatrias und die Attika besetzte. 1379 wurde das Herzogtum direkt der Krone Aragons unterstellt und durch Vikare verwaltet.
1385 drang der Florentiner Nerio I. Acciaiuoli mit einem Söldnerheer nach Attika ein. Während die Unterstadt von Athen besetzt werden konnte, blieb die Akropolis zunächst in katalanischer Hand. Nachdem die Besatzung sich schließlich am 2. Mai 1388 ergeben hatte, verkaufte Peters Sohn Johann I. das Herzogtum (zunächst ohne Neopatria, das erst 1390 folgte) an Nerio. Unter der Familie Acciaiuoli konnten erstmals seit dem Vierten Kreuzzug wieder Griechen am politischen Leben des Landes teilhaben. Auch wurde nun wieder ein orthodoxes Bistum, neben dem lateinischen, toleriert.
Neopatria wurde 1394 von den Osmanen besetzt. Von 1395 bis 1402 beherrschten die Venezianer das Herzogtum, 1444 wurde es Konstantin Paläologos, dem Despoten von Morea und Erbe des byzantinischen Throns, tributpflichtig. 1456, drei Jahre nach dem Fall Konstantinopels eroberte der osmanische Sultan Mehmed II. das Herzogtum. Dessen letzter Herrscher, Francesco II. Acciaiuoli, verschanzte sich in der Akropolis, wo er sich nach zweijähriger Belagerung im Juni 1458 ergeben musste.

## Liste der Herzöge von Athen

Wappen der Herzöge aus dem Haus de la Roche

### De la Roche
- 1204–1225 Otto de la Roche
- 1225–1263 Guido I. de la Roche Neffe
- 1263–1280 Johann I. de la Roche Sohn
- 1280–1287 Wilhelm I. de la Roche Bruder
- 1287–1308 Guido II. de la Roche Sohn

### Brienne
- 1308–1311 Walter (V.) von Brienne Enkel mütterlicherseits von Guido I.
- 1311–1311 Johanna von Chatillon Witwe Walters
- 1311–1312 Roger Deslaur

### Aragón von Sizilien
- 1312–1317 Manfred von Sizilien Sohn König Friedrichs II. von Sizilien (Haus Barcelona)
  - 1312–1317 Berenguer Estanyol (Vikar für Manfred)
- 1317–1338 Wilhelm II. von Sizilien Bruder Manfreds
  - 1317–1338 Alfonso Fadrique de Aragón unehelicher Sohn Friedrichs II. von Sizilien (Herr von Negroponte und Vikar für Wilhelm II.)
- 1338–1348 Johann II. von Sizilien Bruder Wilhelms II.
- 1348–1355 Friedrich I. von Sizilien Sohn
- 1355–1377 Friedrich II.(III.) der Einfältige Enkel Friedrichs II. von Sizilien (König von Sizilien)
  - 1375–1380 Luis Fadrique de Aragón (Vikar)
- 1377–1381 Maria von Sizilien Tochter Friedrichs II.(III.)
- 1381–1387 Peter (IV.) von Aragón (König von Aragon)

### Acciaiuoli

Wappen der Herzöge aus dem Haus Acciaiuoli

- 1388–1394 (Raineri) Nerio I. Acciaiuoli
- 1394–1395 Antonio I. Acciaiuoli Sohn
- 1394–1395 Francesca Acciaiuoli Halbschwester
- Venezianische Herrschaft (1395–1402)
- 1402–1435 Antonio I. Acciaiuoli
- 1435–1439 Nerio II. Acciaiuoli Großneffe Nerios I.
- 1439–1441 Antonio II. Acciaiuoli Bruder
- 1441–1451 Nerio II. Acciaiuoli
- 1451 Clara Giorgio Witwe Nerios II.
- 1451–1454 Bartolome Contarini zweiter Ehemann Claras
- 1451–1454 Francesco I. Acciaiuoli Sohn Nerios II.
- 1454–1456/58 Francesco II. Acciaiuoli Sohn Antonios II.

## Vikare (1381–1388)
- Mateu de Montcada
- Roger de Llúria
- Mateu de Peralta
- Luis Fadrique de Aragón
- Vizegraf von Rocabertí
- Bernat de Cordella